# Михаило Богићевић
Михаило Богићевић (Земун, 8. јул 1843 — Београд, 28. октобар 1899) био је српски политичар. Он је био министар грађевина Србије и два мандата председник Београдске општине (18. градоначелник Београда).

## Биографија
Делфа Иванић наводи 8. август 1843. као датум његовог рођења, а датум смрти је 16. октобар 1899. по јулијанском календру, и назива га Мијаило.
Рођен је 1843. године у Земуну у познатој породици Богићевић од оца Милоша Богићевића (1811-1844) и Анђелије рођене Лукачевић. Отац Милош је био 2. градоначелник Београда, у то време се то звало председник Београдске општине, 1840. године. Милош је био син војводе Анте Богићевића и брат Томаније удате за Јеврема Обреновића, бабе краља Милана. Стрељан је 1844. по наређењу Томе Вучића-Перишића после неуспеле Катанске буне против Карађорђевића који су 1842. на власти заменили Обреновиће.
Михаило се школовао на Великој школи у Београду, после тога је студирао рударство у Паризу као државни питомац Србије. Био је члан Напредњачке странке. Био је два пута министар грађевина Србије: 5/17.2.1887 — 1/13.6.1887. у влади Милутина Гарашанина и 14/26.4.1888 — 22.2/6.3.1889. у влади Николе Христића. Два мандата је био председник Београдске општине, 4.4.1886 — 4.2.1887. и 14.5.1894 — 8.11.1896.
Обављао је и друге јавне функције као што је директор Дирекције српских државних железница, члан Управног одбора Управе државног монопола. Био је амбасадор Србије („посланик“) у Берлину.
Ангажовао се око оснивања „Друштва Свети Сава“ (чији је био потпредседник) и градњу зграде друштва, за 11 дана је изградио старију малу цркву Светог Саве на Врачару, трудио се око изградње дома за незбринуту децу „Стефан Дечански“ у Београду. „Друштво Краљ Дечански“ је основано 1894. године са задатком да отвара школе и склоништа за глувонему и слепу децу. Бавио се добротворним и социјалниом радом. Делфа Иванић је писала да је њен поочим као председник Београдске општине, обновио
београдску џамију и уз њу хоџин стан. Био је велики пријатељ хоџе Фалаџића, који му је чувао ћерку у својој кући до џамије, док је међу децом харао шарлах. Са још неким интелектуалцима је припадао кругу људи који су муслимане нашега језика сматрали Србима и били су им благонаклони.
Оженио се Катарином Константиновић (1848-1910), ћерком своје сестре од тетке Анке рођ. Обреновић и Александра Константиновића. Катарина је била вереница кнеза Михаила и преживела атентат на њега у Кошутњаку 1868. године. После тога се удала за Миливоја Петровића Блазнавца (1824-1873) са којима је имала двоје деце Војислава и Милицу. Када је остала удовица удала се за Михаила Богићевића. Због блиског сродства нису могли да се венчају у Србији, већ су се венчали у Мађарској, у Соколовцу (сада Румунија). Парох Прока Милошевић их је мимо црквених правила венчао 1876. године. Због овог венчања кажњен је са 9 месеци епитимије (црквена казна). Долазио је у Београд. Кум Катарини и Богићевићу био је Коста Петровић, касациони судија. Свештеник Прока, који је имао 4 кћери и једног сина, своју кћер Анђелију дао је код Катарине код које је учила ручни рад. Она је издржавала и спремила за удају.
Касније су живели у Београду на Теразијама. Нису имали деце, усвојили су Делфу Иванић (1881-1972), једну од оснивача Кола српских сестара.
Носилац је више српских, црногорских и бугарских одликовања. Преминуо је у Београду 1899. године.

## Породица

### Родитељи
| име                | слика | датум рођења | датум смрти |
| ------------------ | ----- | ------------ | ----------- |
| Милош Богићевић    |       | 1811.        | 1844.       |
| Анђелија Лукачевић |       |              |             |

### Супружник
| име                     | слика | датум рођења | датум смрти |
| ----------------------- | ----- | ------------ | ----------- |
| Катарина Константиновић |       | 1848.        | 1910.       |